# Харідаса Тхакура
Харідаса Тхакура, Харідас Тхакур (Haridāsa Ṭhākura IAST, нар. 1451 або 1450) був видатним святим Вайшнавізму, відомим тим, що сприяв початковому розповсюдженню руху Харе Кришна. Його вважають найвідомішим наверненим Чайтан'ї Махапрабгу, крім Рупи Ґосвамі та Санатани Ґосвамі. Його історія цілісності та непохитної віри в умовах надзвичайних негараздів розповідається в "Чайтан'я Чарітамріті", "Ант'я Ліла". Вважається, що сам Чайтан'я Махапрабгу позначив Харідасу як намачар'ю, що означає "вчитель Імені". Харідаса Тхакура, був відданим Бога, Кришни, і практикував співати імена Господа, Харе Кришна, 300 000 разів на день.